# Crossover (Musik)

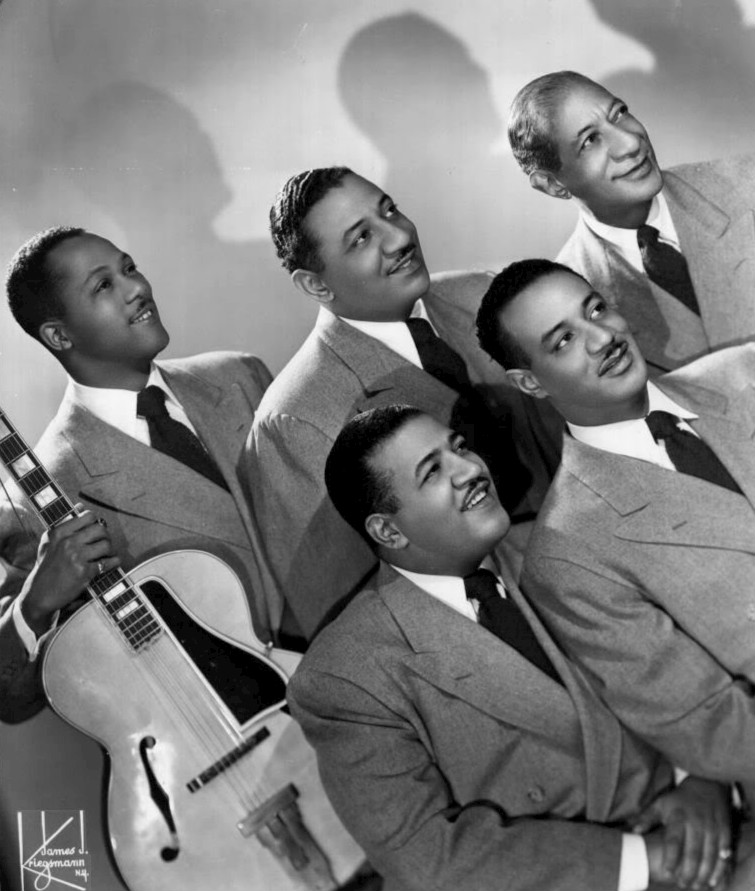
Die Mills Brothers 1956 zusammen mit dem Gitarristen Norman Brown.

Als Crossover (engl. für ‚Überschneidung‘, ‚Kreuzung‘, ‚Überquerung‘) bezeichnet man die gleichzeitige Platzierung eines Musikstücks, das einem bestimmten Musikgenre zuzuordnen ist, in mindestens zwei, nach Musikgenres getrennten Hitparaden. Der Begriff wurde in den 1940er Jahren geprägt, als die Trennung von Hitparaden nach Musikstilen die Regel war. Als später Fusionen zwischen Rock und anderen Genres entstanden und man nicht sicher war, wohin die Stücke einzuordnen waren, erhielt der Begriff eine leicht veränderte Bedeutung.
Der Begriff „Crossover“, der sich zunächst auf Pop- und Rockmusik bezieht, wird später dann auch von der so genannten Ernsten Musik übernommen und kann unterschiedliche Endergebnisse bringen, wenn Musik der Renaissance in Jazz überführt oder Barockmusik mit Popmusik gekreuzt wird.

## Ursprung
Die Crossover-Geschichte beginnt mit der deutlichen Abgrenzung der Musikstile untereinander in den USA, insbesondere aber mit der Isolierung einer zunächst einheitlichen Hitparade in schwarze Rhythm-and-Blues-, weiße Country- und Pop-Charts im Jahre 1942 durch das Billboard-Magazin. Zunächst verblieben die jeweiligen Genres auch in den zugehörigen Charts. Neben dieser eher technischen Unterteilung gab es aber auch eine Trennung der Musikkonsumenten, denn weiße Käufer bevorzugten „weiße“ Country- und Popmusik sowohl beim Kauf als auch bei der Auswahl der Radiostationen. In zunehmendem Maße wurde diese Trennung überwunden. Platten der Mills Brothers, Ink Spots oder Louis Jordan, eigentlich für den „schwarzen“ Konsum gedacht, wurden immer stärker auch von Weißen gehört und gekauft. Damit waren sie praktisch schon zu Crossover-Interpreten geworden. Auch in den Hitparaden wurde dies nachvollzogen, als die Mills Brothers im Juli 1943 mit Paper Doll auch die Pop-Charts erreichten. Louis Jordan schaffte dies im Januar 1944 mit dem Ration Blues. Diese eher technischen Crossovers waren zunächst noch dadurch gekennzeichnet, dass sie in ihrer „Heimat-Hitparade“, den Rhythm-&-Blues-Charts, besser platziert waren als in den Pop-Charts.
Diesen Trend nutzten dann Pat Boone und andere aus, als sie „schwarze“ Originalversionen coverten und so für die Pop-Charts zugänglich machten. Pat Boone coverte im Juli 1955 Ain’t That a Shame (von Fats Domino), das es zum Platz 1 der Pop-Charts brachte, während Dominos Original im selben Monat lediglich die Nr. 10 erreichte. In der Folge griffen immer mehr weiße Interpreten auf „schwarze“ Originale zurück, bis Elvis Presley mit Hound Dog im August 1956 und über 3 Millionen verkaufter Platten den kommerziellen Höhepunkt der Crossovers erreichte; die Sängerin des Originals, Big Mama Thornton, war hiermit nur in den R&B-Charts erfolgreich. Damit hatte das Crossover eine neue Dimension angenommen: nicht mehr die Original-Interpreten schafften den Durchbruch in die anderen Charts, sondern erst Cover-Versionen. Diese Crossover-Entwicklung nahm in der Folgezeit so stark zu, dass Billboard zwischen November 1963 und Januar 1965 keine R&B-Charts mehr veröffentlichte, weil die Anzahl der Crossovers so stark gestiegen war, dass R&B- und Pop-Charts sich inhaltlich stark ähnelten.

## Begriffswandlung
Während der 1980er Jahre gab es eine weitere Entwicklung hin zur Verschmelzung verschiedener Genres. In der nordamerikanischen Hardcore-Punk-Szene suchte man nach neuen Ausdrucksformen, wobei aufgrund der engen Verwandtschaft vielfach Metal-Elemente zum Einsatz kamen. Grundsätzlich wurde aber mehrheitlich die Öffnung des begrenzten Punk-Schemas gegenüber nahezu allen Bereichen populärer Musik angestrebt und stand damit lange Zeit als Synonym für künstlerische Freiheit.
Die musikalischen Vorläufer dieses Bewusstseins waren schwer einzuordnende Bands, denen Etiketten wie Post-Punk oder New Wave angehängt wurden. Unter Beibehaltung der Basisenergie des Punks der 1970er Jahre wurde daher auch verstärkt mit Stilrichtungen wie beispielsweise Country, Jazz oder Funk experimentiert, die vorher als unpassend betrachtet wurden. Auf diese Weise entstand eine breite Bewegung zunächst subkulturell orientierter Rockmusik, die sich stetig weiter vom ursprünglichen Punk weg entwickelte.
Bands wie beispielsweise die Minutemen, die Bad Brains oder Public Image Ltd., die mit Funk-, Reggae- bzw. Jazz-Elementen arbeiteten, stießen insbesondere bei wertkonservativen Punks der ersten Generation auf offene Ablehnung. Nicht zuletzt aus Opposition gegen solchen Dogmatismus versuchten sich progressivere Hardcore-Musiker ab Mitte der 80er auch äußerlich von den traditionellen Punks abzusetzen. Sie verwendeten bewusst „Codes“ der unter Punks oft verhassten Hippie-Generation, ließen sich die Haare lang wachsen, trugen Flanellhemden und zerrissene Jeans. Dieses Outfit wurde in den frühen 1990ern durch den Welterfolg von Grunge-Bands extrem populär.
Die Bezeichnung als Crossover wurde dabei auf Bands angewandt, die eine Mischung aus Hardcore und Thrash Metal spielten, wie D.R.I. mit ihrem Crossover betitelten Album, 7 Seconds und Suicidal Tendencies aus den Vereinigten Staaten oder Black Uniforms, TT Task und Disrespect aus Schweden. Infolge dieser Vermischung traten auch Thrash-Metal- und Hardcore-Bands oft gemeinsam live auf.

## Weitere Entwicklung
Das neu entstandene Bewusstsein fand Anfang der 1990er ein breites Publikum. Zusammen mit dem so genannten Grunge entstand eine neue Szene, die sich vom Punk absetzte. Darin nimmt der „Hardcore-Funk-Crossover“ eine Sonderstellung ein, der auch im Metal-Lager viele Anhänger zählte und dort anfangs „Funk Metal“ genannt wurde. Bereits um die Mitte der 1980er entstand eine Reihe von Bands wie Living Colour oder die Beastie Boys, die erst mit dem immensen kommerziellen Erfolg von Faith No More und den Red Hot Chili Peppers allmählich die Früchte ihrer Arbeit ernten konnten.
In diesem Zusammenhang kam auch aus anderen Richtungen großes Interesse. Die als „New School“ bezeichnete zweite Generation des Hip-Hop arbeitete gern mit Hard-Rock-Beats. Beispielsweise hatten Run DMC bereits 1986 einen Hit mit dem Aerosmith-Klassiker Walk This Way. Sechs Jahre später absolvierten Public Enemy eine Tournee mit der Metal-Band Anthrax, die schon vorher Rap-Einlagen in ihre Musik einbrachten, und veröffentlichten zusammen die Single Bring Tha Noize.
Bald wurde das Phänomen von der kommerziellen Musikindustrie vereinnahmt. So entstand beispielsweise der Soundtrack zum Film Judgment Night – Zum Töten verurteilt, auf welchem Hip-Hop-Musiker mit Metal- und Alternative-Rock-Bands zusammenspielten. Der Erfolg des Albums ging weit über die Resonanz des eigentlichen Films hinaus.
Die Bezeichnung „Crossover“ etablierte sich vor dem Hintergrund einer zweiten Welle von Crossover-Bands, die vom Massenpublikum bereits nicht mehr mit Hardcore in Verbindung gebracht wurden, wie Clawfinger, Rage Against the Machine und Body Count. Zwischen 1994 und 1998 war diese Art von Crossover der Trend schlechthin in der Alternative- und Metal-Szene. Bands wie Rage Against the Machine, Body Count oder Dog Eat Dog verkauften ihre Alben hunderttausendfach. Da die Bedeutung des Begriffs „Fusion“ bereits für Verschmelzung von Jazz und Rock stand und „Crossover“ sich für die Kennzeichnung dieser Bands eignete, setzte er sich in dieser Zeit vor allem im deutschen Sprachraum für den Stil derartiger Formationen durch. Dadurch entstand das bis heute häufig anzutreffende Missverständnis, Crossover sei mit einer Art „Rap-Metal“ gleichzusetzen, was aber lediglich die kommerziell erfolgreichste Crossover-Strömung des nordamerikanischen Hardcore darstellt.
Allmählich benannte man dieses Phänomen mit der Wortschöpfung Nu Metal, unter der diese Musikströmung seit den späten 1990ern mit Bands wie Korn, Slipknot, Limp Bizkit oder Linkin Park wieder verstärkt in Mode kam. Der Begriff Crossover wird teilweise viel weitgedehnter genutzt. Schließlich existieren ähnliche Erscheinungen wie z. B. Ska-Punk oder Industrial Metal und Industrial Rock, wo man ebenfalls auf das Prinzip der Kreuzung verschiedener Stile der Pop- und Rockmusik trifft. Auch musikalische Verschmelzungen, die über diese Definition hinausgehen, werden als Crossover bezeichnet, da es dafür als treffende Benennung geeignet ist. Insbesondere Bands wie Oomph!, Die Krupps, Cubanate oder Think About Mutation vermengten zahlreiche elektronische Spielarten mit Rock und Metal und ließen sich infolgedessen nur schwer zuordnen.
In Deutschland wurden erstmals die Freaky Fukin Weirdoz als Crossoverband eingestuft. Gruppen wie Such a Surge, die H-Blockx, Thumb und Blackeyed Blonde waren wenig später auch auf kommerzieller Ebene erfolgreich. Auch in anderen europäischen Ländern gab es eine Reihe von Crossover-Formationen, wie z. B. Urban Dance Squad in den Niederlanden, F.F.F. in Frankreich, Senser in Großbritannien oder Clawfinger in Schweden.
Heute werden nur noch wenige Bands explizit dem Crossover zugerechnet. Dies liegt zum einen daran, dass Crossover nie eine bestimmte Stilrichtung bezeichnete, sondern die Vermischung verschiedener Stilistiken meinte. Zum anderen gilt es heute fast als selbstverständlich, dass sich Bands von verschiedenen musikalischen Einflüssen inspirieren lassen. Nur noch in wenigen Musikrichtungen wird die Übernahme „verwässernder“ Elemente anderer Stilistiken abgelehnt.

## Bedeutende Alben
Das deutsche Magazin Visions veröffentlichte im August 2018 eine Liste der 25 Crossover-Alben für die Ewigkeit. Während das Magazin die Alben chronologisch nach Erscheinung sortiert, ist die untere Aufstellung alphabetisch.
- 24-7 Spyz – Gumbo Millenium
- Beastie Boys – Check Your Head
- Beck – Odelay
- Biohazard – State of the World Adress
- Bloodhound Gang – One Fierce Beer Coaster
- Body Count – Body Count
- Dog Eat Dog – All Boro Kings
- downset. – Downset
- Dub War – Pain
- Faith No More – The Real Thing
- Fishbone – Give a Monkey a Brain... and He´ll Swear He´s the Centre of the Universe
- Fun Lovin’ Criminals – Come Find Yourself
- (hed)p.e. – (hed)p.e.
- Living Colour – Stain
- Living Colour – Vivid
- G. Love & Special Sauce – G. Love & Special Sauce
- Rage Against the Machine – Rage Against the Machine
- Rage Against the Machine – The Battle of Los Angeles
- Red Hot Chili Peppers – Mother’s Milk
- Senser – Stacked Up
- Smokin’ Suckaz wit Logic – Playin´ Foolz
- Such a Surge – Under Pressure
- Suicidal Tendencies – Lights … Camera … Revolution!
- Thumb – Exposure
- Urban Dance Squad – Life´n Perspectivities of a Genuine Crossover